# Shahrestān-e Tonekābon
Shahrestān-e Tonekābon (persiska: شهرستان تنكابن, تنكابن) är en delprovins (shahrestan) i Iran.   Den ligger i provinsen Mazandaran, i den norra delen av landet, 120 km nordväst om huvudstaden Teheran.
Delprovinsen hade 166 132 invånare 2016.